# MEFF AIAF SENAF Holding de Mercados Financieros, S.A.
MEFF AIAF SENAF Holding de Mercados Financieros, S.A, també conegut simplement com a Mercats Financers, és un holding integrat dintre de Bolsas y Mercados Españoles (BME) format per:
- MEFF, mercant secundari per a futurs i opcions de renda fixa i variable (derivats financers)
- AIAF, per a valors de deute corporatiu (renda fixa)
- SENAF, per a lletres, bons i obligacions de Deute públic espanyols
- MEFF Clear, cambra de liquidació del MEFF

La integració dels tres mercats (MEFF, AIAF, SENAF) i la càmera de liquidació i compensació (MEFF Clear) es va produir el 2001 com resposta a les exigències de la globalització dels mercats, assolint-se així conjunyir els recursos humans i tecnològics d'aquestes societats, reduir els costos per als Membres dels mercats, millorar la qualitat del servei i oferir solucions tècniques i informàtiques integrades.
El 2014 la seva empresa matriu BME va absorbir-ne el 100% dels actius i procedir a la dissolució sense liquidació del subgrup com a societat amb forma jurídica pròpia, per tal de simplificar i racionalitzar la seva estructura societària.